# بابی فان ده گراف
بابی فان ده گراف (انگلیسی: Bobbie van de Graaf؛ زادهٔ ۱۷ مارس ۱۹۴۴) ورزشکار روئینگ اهل پادشاهی هلند است.
وی در مسابقات کشوری و بین‌المللی در مجموع برندهٔ ۱ مدال برنز شده‌است.